# Finnische Badmintonmeisterschaft 2013
Die Finnische Badmintonmeisterschaft 2013 fand vom 1. bis zum 3. Februar 2013 in Vantaa statt.

## Medaillengewinner
| Disziplin    | Gold                            | Silber                      | Bronze                          |
| ------------ | ------------------------------- | --------------------------- | ------------------------------- |
| Herreneinzel | Ville Lång                      | Eetu Heino                  | Anton Kaisti                    |
| Herreneinzel | Ville Lång                      | Eetu Heino                  | Kalle Koljonen                  |
| Dameneinzel  | Sonja Pekkola                   | Annmarie Oksa               | Karoliina Latola                |
| Dameneinzel  | Sonja Pekkola                   | Annmarie Oksa               | Airi Mikkelä                    |
| Herrendoppel | Iikka Heino Mika Köngäs         | Eetu Heino Oskari Saarinen  | Petri Einamo Pekka Ryhänen      |
| Herrendoppel | Iikka Heino Mika Köngäs         | Eetu Heino Oskari Saarinen  | Jesper von Hertzen Anton Kaisti |
| Damendoppel  | Mathilda Lindholm Jenny Nyström | Sonja Pekkola Sanni Rautala | Viola Lindberg Maria Mattila    |
| Damendoppel  | Mathilda Lindholm Jenny Nyström | Sonja Pekkola Sanni Rautala | Riikka Sinkko Noora Virta       |
| Mixed        | Anton Kaisti Jenny Nyström      | Mika Koskenneva Noora Virta | Pekka Ryhänen Leena Löytömäki   |
| Mixed        | Anton Kaisti Jenny Nyström      | Mika Koskenneva Noora Virta | Lauri Nuorteva Sanni Rautala    |